# Lill-Stensjön, Medelpad
Lill-Stensjön är en sjö i Ånge kommun i Medelpad och ingår i Ljungans huvudavrinningsområde. Sjön har en area på 0,092 kvadratkilometer och ligger 450,4 meter över havet. Sjön avvattnas av vattendraget Kvarnån (Harrsjöån).

## Delavrinningsområde
Lill-Stensjön ingår i det delavrinningsområde (693595-146059) som SMHI kallar för Utloppet av Djup-Grötvattnet. Medelhöjden är 465 meter över havet och ytan är 3,77 kvadratkilometer. Det finns inga avrinningsområden uppströms utan avrinningsområdet är högsta punkten. Kvarnån (Harrsjöån) som avvattnar avrinningsområdet har biflödesordning 2, vilket innebär att vattnet flödar genom totalt 2 vattendrag innan det når havet efter 171 kilometer. Avrinningsområdet består mestadels av skog (84 procent). Avrinningsområdet har 0,59 kvadratkilometer vattenytor vilket ger det en sjöprocent på 15,7 procent.